# Mitjana heroniana

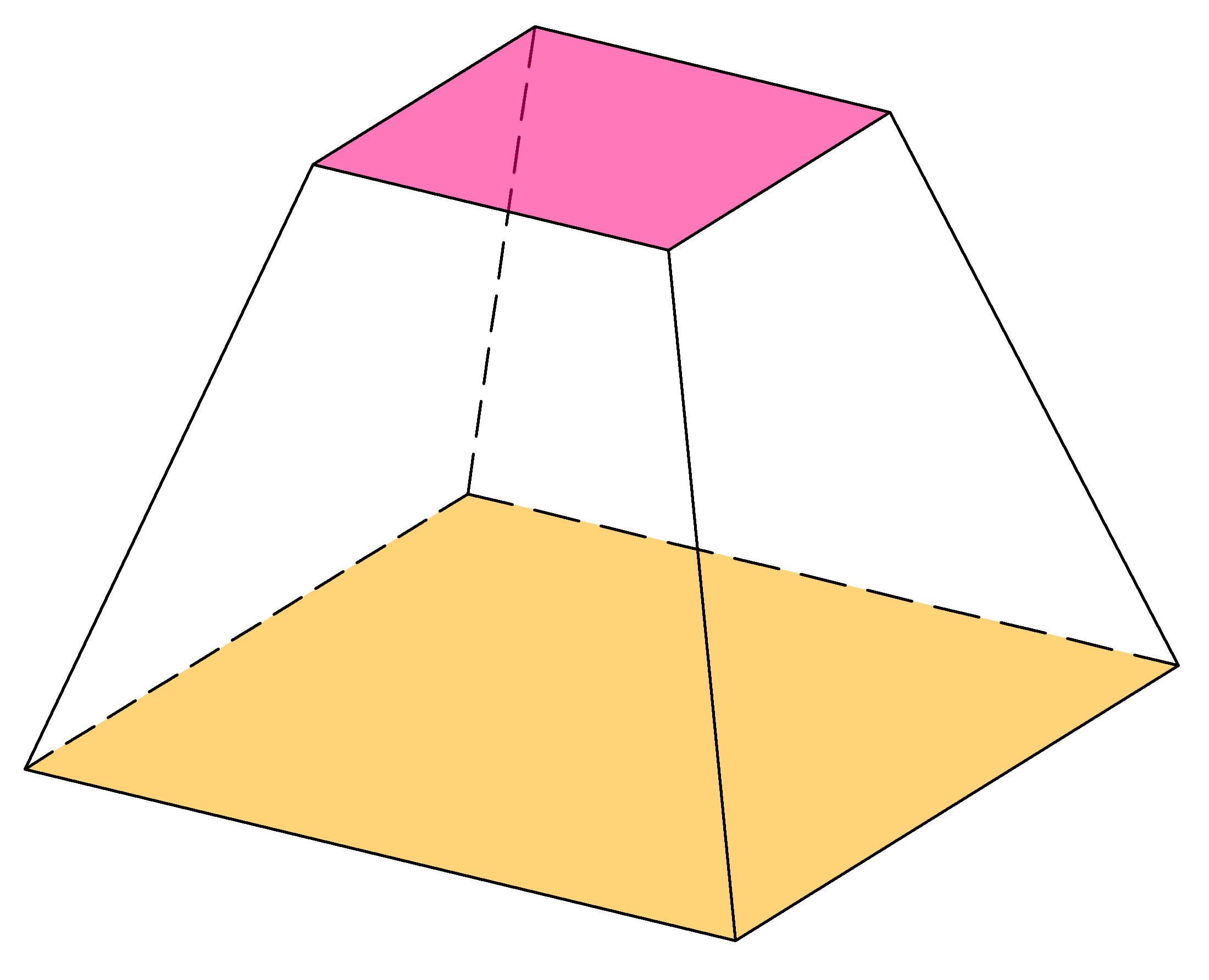
Tronc de piràmide

En matemàtiques, la mitjana heroniana  H  de dos nombres reals no negatius A i B s'expressa com:
{\displaystyle H={\frac {1}{3}}(A+{\sqrt {AB}}+B)\,.}
Rep el seu nom d'Heró d'Alexandria, i s'usa per calcular el volum d'un tronc de piràmide o de con. El volum és igual al producte de l'altura del tronc per la mitjana heroniana de les àrees de les dues cares paral·leles que formen les seves bases.
La mitjana heroniana de dos nombres A i B és una mitjana ponderada de la seva mitjana aritmètica i la seva mitjana geomètrica: 
{\displaystyle H={\frac {2}{3}}\cdot {\frac {A+B}{2}}+{\frac {1}{3}}\cdot {\sqrt {AB}}\,.}